# Sven Lõhmus
Sven Lõhmus (nascido em 13 de julho de 1972) é um compositor/produtor musical estoniano que trabalhou com muitas bandas dos países bálticos, incluindo Vanilla Ninja (onde também foi o empresário da banda), Suntribe, Urban Symphony e Getter Jaani.
Ele venceu por três vezes o Eesti Popmuusika Aastaauhinnad, na categoria "Melhor Escritor", nos anos de 2003, 2004, e 2010.